# Ponchon
Ponchon település Franciaországban, Oise megyében. Lakosainak száma 1151 fő (2022. január 1.). Ponchon Abbecourt, Berthecourt, Hodenc-l’Évêque, Noailles, Silly-Tillard és Villers-Saint-Sépulcre községekkel határos.

## Népesség
A település népességének változása:
| Lakosok száma | 411  | 543  | 655  | 745  | 612  | 528  | 652  | 1100 | 1113 | 1151 |
|               | 1793 | 1836 | 1861 | 1886 | 1911 | 1936 | 1975 | 2008 | 2017 | 2022 |